# Siphimedia grandipes
Siphimedia grandipes är en stekelart som först beskrevs av Morley 1913.  Siphimedia grandipes ingår i släktet Siphimedia och familjen brokparasitsteklar. Inga underarter finns listade i Catalogue of Life.